# Droga krajowa nr 23 (Węgry)

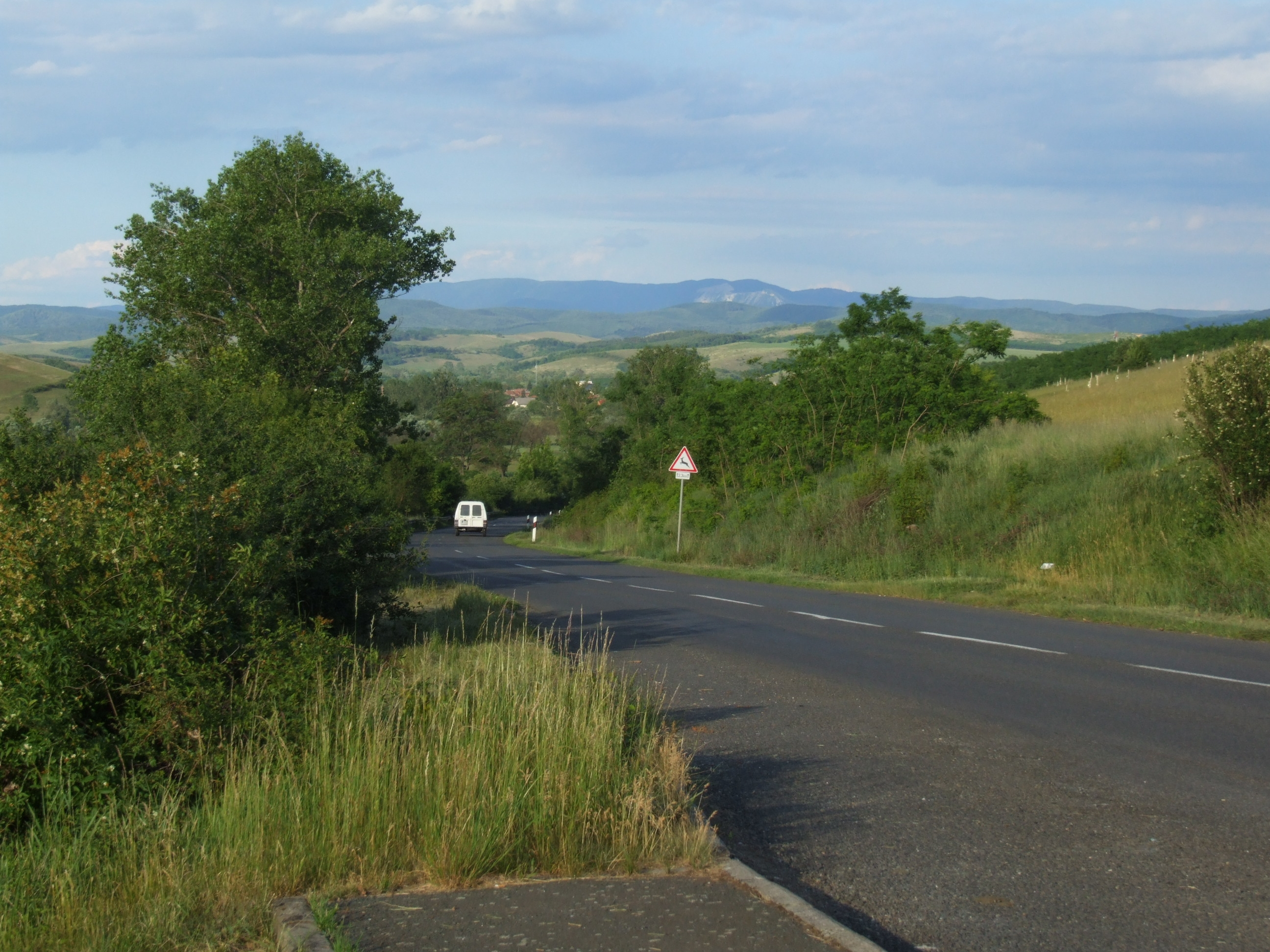
Droga krajowa nr 23 z widokiem na Góry Bukowe

Droga krajowa nr 23 (węg. 23-es főút) – droga krajowa w północno-wschodnich Węgrzech, w komitatach Nógrád i Heves. Długość - 33 km. Przebieg: 
- Bátonyterenye – skrzyżowanie z 21
- Pétervására
- Tarnalelesz – skrzyżowanie z 25